# 보호나라
보호나라는 한국인터넷진흥원이(KISA가) 운영하는 정보보호 사이트이다. 해킹·바이러스, 개인정보 침해, 불법스팸신고에 대한 정보를 제공한다.

## 같이 보기
- 한국인터넷진흥원
- 국가사이버안전센터
- DoS 공격
- 서비스 거부 공격
- 해킹
- 인터넷 보안
- 사이버전쟁
- 국군사이버사령부(대한민국 국방부 산하, 2010년 창설)
- 사이버테러대응센터(경찰청 산하)
- 1·25 인터넷 대란